# ウサギ科
ウサギ科（ウサギか、Leporidae）は、哺乳綱兎形目に属する科。

## 分布
アフリカ大陸、北アメリカ大陸、南アメリカ大陸、ユーラシア大陸など

## 形態

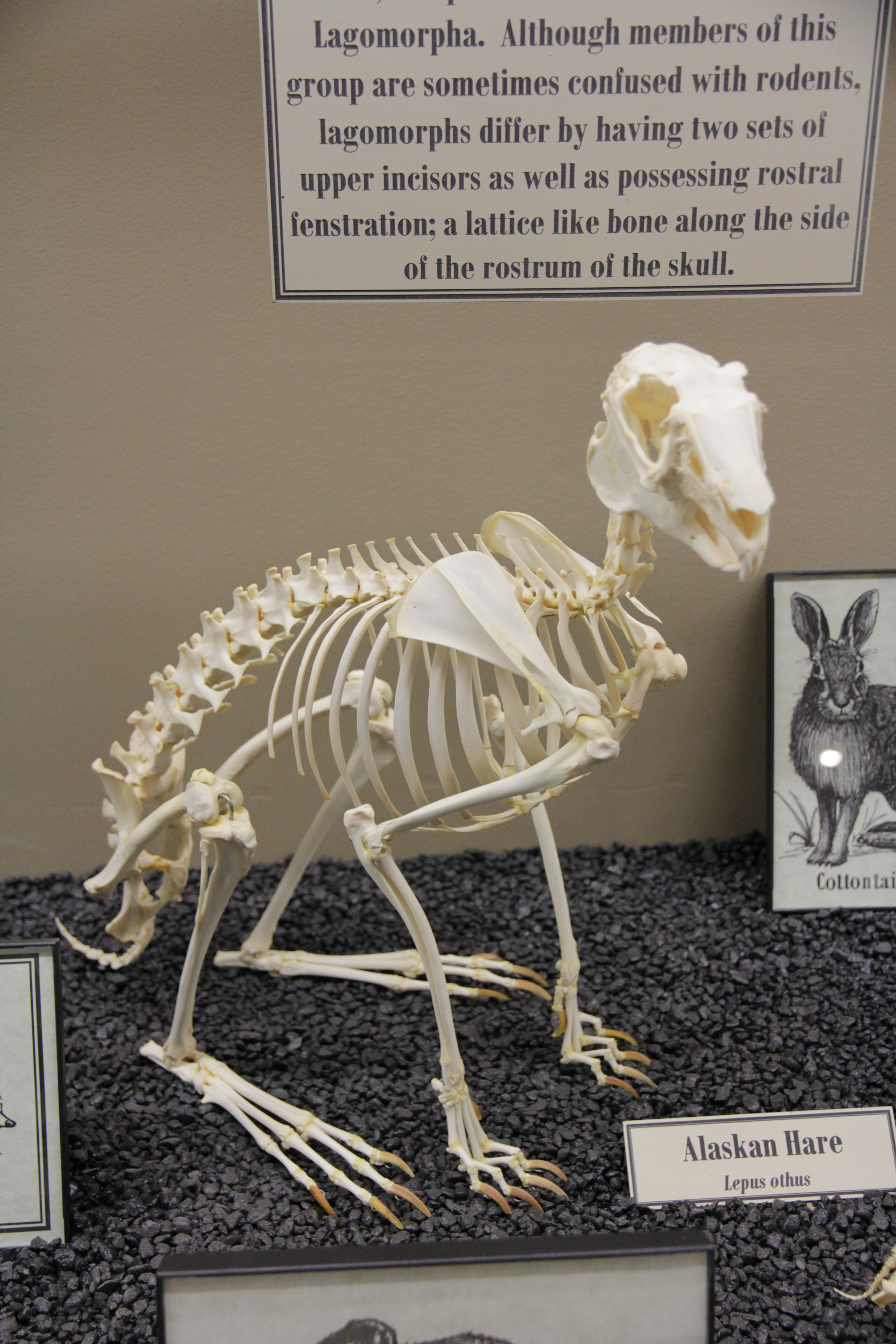
アラスカノウサギ の全身骨格

最小種はピグミーウサギで頭胴長（体長）25 - 29センチメートル、体重0.3キログラム。
耳介は長くて、可動することができる。眼は大型で、夜間および薄明薄暮時の活動に適している。多くの種で歯式は歯列は門歯が上顎4本・下顎2本、小臼歯が上顎6本・下顎4本、大臼歯が上下6本ずつと計28本の種が多い。アマミノクロウサギはしばしば上顎第3大臼歯を欠く。上顎第3・第4小臼歯は大臼歯と同形（それに対し、ナキウサギ科の上顎第3小臼歯は大臼歯化しない）。前肢よりも後肢が長く、走行に適している。足裏は体毛で被われ、走行時に地面をとらえたり衝撃を和らげる働きをする。前肢の指は5本、後肢の趾は4本。

## 分類
ウサギ科の既知の最も古い種は始新世末期に遡り、この時期に既に北アメリカとアジアに分布していた。4800万年前の中国、5300万年前のインドで発見された未命名の化石種は、原始的ではあるがウサギ科の踵の特徴を備えていた。
ウサギ科の構成種は漸新世から中新世初期にかけて、北アメリカ大陸で進化したと考えられている。例えばパレオラグスの後肢は、現在のウサギ科と比べて短かったが、他はウサギの特徴を多く備えていた。
1929年に下顎第3臼歯のエナメル質の形状から、ウサギ亜科・ムカシウサギ亜科・キュウウサギ亜科の3亜科に分類する説が提唱された。1930年 - 1940代には差異が小さいとして、キュウウサギ亜科をムカシウサギ亜科に含め2亜科とする説もあった。1958年に臼歯と大臼歯全体（頬歯）の形状も比較し、ウサギ亜科・ムカシウサギ亜科・キュウウサギ亜科の3亜科が再定義され現生種は全種がウサギ亜科に含まれる。
アマミノクロウサギ属・アカウサギ属・メキシコウサギ属をムカシウサギ亜科として紹介する文献もあったが、これは1929年の分類を論拠としており1960年代以降の欧米で主流になっていた分類ではない。

### ウサギ亜科
中新世から現世まで。唯一の現生亜科。
現生種の分類・英名はHoffmann & Smith(2005）に、和名は川田ら(2018)に従う。
- ピグミーウサギ属 Brachylagus
  - Brachylagus idahoensis ピグミーウサギ Pygmy rabbit

- ブッシュマンウサギ属 Bunolagus
  - Bunolagus monticularis ブッシュマンウサギ Riverine rabbit

- アラゲウサギ属 Caprolagus
  - Caprolagus hispidus アラゲウサギ Hispid hare

- ノウサギ属 Lepus
  - Lepus alleni アンテロープジャックウサギ Antelope jackrabbit
  - Lepus americanus カンジキウサギ Snowshoe hare
  - Lepus arcticus ホッキョクウサギ Arctic hare
  - Lepus brachyurus ニホンノウサギ Japanese hare
  - Lepus californicus オグロジャックウサギ Black-tailed jackrabbit
  - Lepus callotis シロワキジャックウサギ White-sided jackrabbit
  - Lepus capensis ケープノウサギ Cape hare
  - Lepus castroviejoi ホウキノウサギ Broom hare
  - Lepus comus ユンナンノウサギ Yunnan hare
  - Lepus coreanus チョウセンノウサギ Korean hare
  - Lepus corsicanus コルシカノウサギ Corsican hare
  - Lepus europaeus ヤブノウサギ European hare
  - Lepus fagani エチオピアノウサギ Ethiopian hare
  - Lepus flavigularis テワンテペクジャックウサギ Tehuantepec jackrabbit
  - Lepus granatensis グラナダノウサギ Granada hare
  - Lepus habessinicus アビシニアノウサギ Abyssinian hare
  - Lepus hainanus ハイナンノウサギ Hainan hare[9]
  - Lepus insularis クロジャックウサギ Black jackrabbit
  - Lepus mandschuricus マンシュウノウサギ Manchurian hare
  - Lepus microtis サバンナノウサギ African savanna hare
  - Lepus nigricollis インドノウサギ Indian hare
  - Lepus oiostolus チベットノウサギ Woolly hare
  - Lepus othus アラスカノウサギ Alaskan hare
  - Lepus peguensis ビルマノウサギ Burmese hare
  - Lepus saxatilis アカクビノウサギ Scrub hare
  - Lepus sinensis シナノウサギ Chinese hare
  - Lepus starcki エチオピアヤマノウサギ Ethiopian highland hare
  - Lepus tibetanus サバクノウサギ Desert hare
  - Lepus timidus ユキウサギ Mountain hare
  - Lepus tolai トライノウサギ Tolai hare
  - Lepus townsendii オジロジャックウサギ White-tailed jackrabbit
  - Lepus yarkandensis ヤルカンドノウサギ Yarkand hare

- スマトラウサギ属 Nesolagus
  - Nesolagus netscheri スマトラウサギ Sumatran rabbit
  - Nesolagus timminsi アンナンシマウサギ Annamite striped rabbit

- アナウサギ属 Oryctolagus
  - Oryctolagus cuniculus アナウサギ European rabbit

- アマミノクロウサギ属 Pentalagus
  - Pentalagus furnessi アマミノクロウサギ Amami rabbit

- ウガンダクサウサギ属 Poelagus
  - Poelagus marjorita ウガンダクサウサギ Bunyoro rabbit

- アカウサギ属 Pronolagus
  - Pronolagus crassicaudatus ナタールアカウサギ Greater red rockhare
  - Pronolagus randensis ランドアカウサギ Jameson's red rockhare
  - Pronolagus rupestris スミスアカウサギ Smith's red rockhare

- メキシコウサギ属 Romerolagus
  - Romerolagus diazi メキシコウサギ Volcano rabbit

- ワタオウサギ属 Sylvilagus
  - Sylvilagus aquaticus ヌマチウサギ Swamp rabbit
  - Sylvilagus audubonii サバクワタオウサギ Desert cottontail
  - Sylvilagus bachmani ブラシウサギ Brush rabbit
  - Sylvilagus brasiliensis モリウサギ Forest rabbit
  - Sylvilagus congnatus マンザノワタオウサギ Manzano Mountain cottontail
  - Sylvilagus cunicularius メキシコワタオウサギ Mexican cottontail
  - Sylvilagus dicei コスタリカワタオウサギ Dice's_cottontail[10]
  - Sylvilagus floridanus トウブワタオウサギ Eastern cottontail
  - Sylvilagus graysoni トレスマリアスワタオウサギ Tres Marias rabbit[10]
  - Sylvilagus insonus オミルテメワタオウサギ Omilteme cottontail
  - Sylvilagus mansuetus サンホセブラシウサギ San Jose brush rabbit
  - Sylvilagus nuttalli ヤマワタオウサギ Mountain cottontail
  - Sylvilagus obscurus アパラチアワタオウサギ Appalachian cottontail
  - Sylvilagus palustris ヒメヌマチウサギ Marsh rabbit
  - Sylvilagus robustus オオワタオウサギ Robust cottontail
  - Sylvilagus transitionalis ニューイングランドワタオウサギ New England cottontail
  - Sylvilagus varynaensis ベネズエラヌマチウサギ Venezuelan lowland rabbit

- †アルララグス Aluralagus
- †アリレプス Alileps
- †アズトラノラグス Aztranolagus
- †ネクロラグス Nekrolagus
- †ノトラグス Notolagus
- †パラノトラグス Paranotolagus
- †プラティレプス Platilepus
- †プリオペンタラグス Pliopentalagus
- †プロノトラグス Pronorolagus
- †セレンゲティラグス Serengetilagus

### † キュウウサギ亜科
中新世から更新世まで。
- アルケオラグス Archaeolagus
- パノラクス Panolax
- レポイデス Lepoides
- ペウェラグス Pewelagus
- ヒポラグス Hypolagus

### † ムカシウサギ亜科
始新世から中新世まで。最初の亜科で、側系統。
- † カドロラグス Chadrolagus
- † ゴビオラグス Gobiolagus
- † リトラグス Litolagus
- † ルシラグス Lushilagus
- † メガラグス Megalagus
- † ミトノラグス Mytonolagus
- † オルドラグス Ordolagus
- † パレオラグス Palaeolagus
- † シャモラグス Shamolagus

### 亜科不明
- ヒスパノラグス Hispanolagus
- ラゴテリウム Lagotherium
- プリオラグス Pliolagus
- トリスキゾラグス Triscizolagus
- ヴェテリレプス Veterilepus

## 生態
草原、砂漠、森林、湿原などの様々な環境に生息する。ノウサギ属を除いた種では地中に穴を掘って生活する（ノウサギ属の構成種でも種や気候、地域によっては穴を掘る）。
食性は植物食で、草本、木の葉、樹皮、根、種子なども食べるが、昆虫を食べることもある。
繁殖様式は胎生。妊娠期間は多くの属で約30日（例としてアナウサギは28 - 33日）で、妊娠期間が長い傾向にあるノウサギ属でも約40日（最も長いユキウサギで50日）。ノウサギ属の幼獣は出産直後から体毛で被われ目も開いているが、他属の幼獣は出産直後は体毛で被われ例としてアナウサギでは生後10日で開眼する。

## 人間との関係
英語圏では科内の構成種はノウサギ属を除いたアナウサギ類（rabbit）と、ノウサギ属のみでノウサギ類（hare）に分けられる。一方で形態からアナウサギ類とされる種でも、アラゲウサギのように英名がhareとされる種もいる。
アナウサギは家畜化され、カイウサギになった。現在では人気小型種のネザーランド・ドワーフなど、数多くの愛玩用・観賞用品種が作り出されている。
農作物や苗木などを食害する、害獣とみなされることもある。アナウサギやヤブノウサギはオーストラリアやニュージーランドなどに移入され、在来の植生や農地を食害し問題になっている。